# Lorna Vevers
Lorna Vevers (Dumfries, 31 de enero de 1981) es una deportista británica que compitió por Escocia en curling.
Ganó dos medallas en el Campeonato Mundial de Curling, en los años 2007 y 2010, y dos medallas en el Campeonato Europeo de Curling, en los años 2007 y 2010.
Participó en los Juegos Olímpicos de Vancouver 2010, ocupando el séptimo lugar en la prueba femenina.

## Palmarés internacional
| Representando a Escocia |                        |                   |        |
| Campeonato Mundial      |                        |                   |        |
| Año                     | Lugar                  | Medalla           | Prueba |
| 2007                    | Aomori (Japón)         | Medalla de bronce | Equipo |
| 2010                    | Swift Current (Canadá) | Medalla de plata  | Equipo |
| Campeonato Europeo      |                        |                   |        |
| Año                     | Lugar                  | Medalla           | Prueba |
| 2007                    | Füssen (Alemania)      | Medalla de plata  | Equipo |
| 2010                    | Champéry (Suiza)       | Medalla de plata  | Equipo |